# Schwarzes Venn
Schwarzes Venn este o arie protejată (arie specială de conservare — SAC, sit de importanță comunitară — SCI) din Germania întinsă pe o suprafață de 39,54 ha, integral pe uscat.

## Localizare
Centrul sitului Schwarzes Venn este situat la coordonatele 51°51′58″N 7°00′55″E / 51.8661°N 7.0153°E.

## Înființare
Situl Schwarzes Venn a fost declarat sit de importanță comunitară în octombrie 2000 pentru a proteja 1 specie de animale. Situl a fost protejat și ca arie specială de conservare în iulie 2008.

## Biodiversitate
Situată în ecoregiunea atlantică, aria protejată conține 2 habitate naturale: Mlaștini turboase de tranziție și turbării mișcătoare, Mlaștini împădurite.
La baza desemnării sitului se află o specie protejată de  amfibieni: triton cu creastă (Triturus cristatus).
Pe lângă speciile protejate, pe teritoriul sitului au mai fost identificate 5 specii de plante.